# Attentato al bus all'incrocio di Patt
L'attentato al bus all'incrocio di Patt fu un attentato suicida su un autobus Egged effettuato da Hamas a Gerusalemme il 18 giugno 2002, uccidendo 19 persone e ferendone oltre 74. 17 dei morti erano residenti di Gilo.

## L'attentato
La mattina del 18 giugno 2002, alle 7:50, un attentatore suicida palestinese di Betlemme salì sull'autobus Egged linea 32A, proveniente dal quartiere di Gilo e si fermò a Beit Safafa, un quartiere arabo di Gerusalemme. L'attentatore salì sull'autobus e vi si fece esplodere nella parte anteriore. La sua cintura esplosiva includeva sfere di metallo per shrapnel per massimizzare le perdite.

### Vittime
- Boaz Aluf, 54 anni, di Gerusalemme;
- Shani Avi-Zedek, 15 anni, di Gerusalemme;
- Leah Baruch, 59 anni, di Gerusalemme;[4]
- Mendel Bereson, 72 anni, di Gerusalemme;
- Raphael Berger, 28 anni, di Gerusalemme;
- Michal Biazi, 24 anni, di Gerusalemme;
- Tatiana Braslavsky, 41 anni, di Gerusalemme;
- Galila Bugala, 11 anni, di Gerusalemme;
- Raisa Dikstein, 67 anni, di Gerusalemme;
- Dr. Moshe Gottlieb, 70 anni, di Gerusalemme;
- Baruch Gruani, 60 anni, di Gerusalemme;
- Orit Hayla, 21 anni, di Gerusalemme;
- Elena Ivan, 63 anni, di Gerusalemme;
- Iman Kabha, 26 anni, di Barta'a;
- Shiri Negari, 21 anni, di Gerusalemme;[5]
- Gila Nakav, 55 anni, di Gerusalemme;
- Yelena Plagov, 42 anni, di Gerusalemme;
- Liat Yagen, 24 anni, di Gerusalemme;
- Rahamim Zidkiyahu, 51 anni, di Gerusalemme.[4]

## I responsabili
Hamas rivendicò la responsabilità per l'attacco terroristico. L'attentatore suicida fu identificato come Muhammad al-Ghoul, uno studente di 22 anni presso l'Università di Nablus. Legò esplosivi imballati con chiodi al suo corpo e salì a bordo dell'autobus durante l'ora di punta mattutina mentre scolari e pendolari si recavano al centro di Gerusalemme da Gilo. L'esplosione sollevò l'autobus da terra, strappò il tetto e fece volare dei corpi attraverso i finestrini. Due residenti del sobborgo di Gerusalemme Est di Jabel Mukaber furono processati e condannati per il trasporto dell'attentatore suicida. Durante un'incursione di un commando a Nablus il 30 giugno, i soldati israeliani uccisero Muhaned Taher, produttore di bombe di Hamas, che secondo Israele era dietro questo e altri attacchi.
I resti carbonizzati dell'autobus vennero spediti in America ed esposti alla fiera biennale Jewish Expo di New York su iniziativa di Zaka, un'organizzazione israeliana (i cui volontari ripulirono l'autobus dai frammenti di carne e sangue) che dichiarò che il suo scopo era quello di mostrare gli effetti degli attentati suicidi.